# Бурачинський Василь Михайлович
Бурачинський Василь Михайлович (3.01.1899, с. Жолоби Комаргородської волості, Ямпільського повіту, Подільської губернії, сучасне Томашпільського району Вінницької області — дата смерті невідома, не раніше 18.06.1932) - український військовий урядовець, інженер-технолог.
Відповідно до українського законодавства є борцем за незалежність України у ХХ столітті.

## Біографія
Закінчив 2-класну (1908 — 1913), вище початкову школи (1914) та гімназію ім. Тараса Шевченка (т. Каліш, 23.03.1924). У 1915 - 1918 pоках перебував на службі в російській армії.

У“Curriculum vitae” зазначив: 
“В 1918 р вступив до 5 кляси Української гімназії, але за браком матеріальних засобів змушений був залишити гімназію і в 1919 році добровільно вступив в АрміюУНР. З Армією УНР попав у Польщу наінтернацію”. 
1926 року зарахований на хіміко-технологічний відділ інженерного факультету УГА в Подебрадах. Дипломна робота “Проект цукроварні на 6000 д. добової переробки буряків”. Диплом УГА здобув 18 червня 1932 року.
Подальша доля невідома.